# Едвард Чарлс Пикеринг
Едвард Чарлс Пикеринг (енгл. Edward Charles Pickering; Бостон, 19. јул 1846 — Кембриџ, 3. фебруар 1919) је био амерички астроном.

## Биографија
Од 1877. био је директор опсерваторије на Харварду, спровео је истраживање у области звезданих фотометрија и спектроскопије, био је творац директоријума магнитуда звезда сјајнијих од 65 и каталог са више од 30 хиљада звезда. На његову иницијативу, развијен је деветотоми каталог спектралног типа звезда.
Едвардов брат је Вилијам Хенри, такође астроном.